# Linzer Stadion
Linzer Stadion – wielofunkcyjny stadion, położony w Linzu, Austria. Oddany został do użytku w 1952 roku. Od tego czasu swoje mecze na tym obiekcie rozgrywał zespół piłkarski LASK Linz. Jego pojemność wynosi 21 328 miejsc. Potocznie nazywany jest również "Auf der Gugl". Nazwa ta wzięła się od wzgórza na którym został on usytuowany.
W 2021 roku stadion zburzono, a na jego miejscu zbudowano nowy, który otrzymał nazwę Raiffeisen Arena. Nowy obiekt oddano do użytku w 2023 roku.